# Klara Wiksten
Klara Wiksten, född 1981 i Stockholm, är en svensk serieskapare och konstnär. Hon debuterade 2012 med serieromanen Dagarna (Nilleditions). År 2016 gavs hennes bok Hjärnan darrar (Syster förlag) ut. Wiksten debuterade som poet 2022 med boken Sorgdikter (Lystring). År 2024 kom Mors dag  (Galago) en berättelse om mammor som dör alldeles för tidigt och om barnen som blir kvar och växer upp. 
Hennes verk har publicerats i bland annat Galago, Det grymma svärdet, Kvinnor ritar bara serier om mens, Hjärnstorm och Tecknaren.